# Transpiracja szparkowa
Transpiracja szparkowa – transpiracja zachodząca poprzez aparaty szparkowe. Para wodna początkowo znajdująca się w przestrzeniach międzykomórkowych przedostaje się do komory powietrznej i na drodze dyfuzji, przez szparki wydostaje się na zewnątrz. Udział tego rodzaju transpiracji jest zwykle wysoki – 80% transpiracji ogółem. Parowanie szparkowe może wykazywać rytmikę dobową w związku z cyklem zamykania i otwierania szparek przez rośliny. Jest to zależne od:
- zawartości wody w roślinie,
- wilgotności powietrza,
- temperatury,
- światła.

## Mechanizm transpiracji
Dyfuzja przez szparki jest bardzo efektywnym sposobem wymiany gazowej w roślinie. Osiąga znacznie wyższą wartość, niż gdyby odbywała się jedną dużą powierzchnią równą sumie powierzchni szparek. Jest to spowodowane przez zjawisko zwane efektem brzeżnym dyfuzji, wyrażanym przez prawo Stephana mówiące, że parowanie przez małe otwory nie jest proporcjonalne do ich powierzchni, lecz średnicy. Dyfuzja jest, bowiem większa przy brzegach otworu niż w jego środku. W środku otworu możliwe są dla wielu cząsteczek tylko tory dyfuzyjne prostopadłe do powierzchni otworu natomiast na jego brzegach cząsteczki mogą również dyfundować na boki, po torach ukośnych do powierzchni. 
Para wodna po przejściu przez otwory aparatów szparkowych przemieszcza się do przyległej warstwy powietrza (warstwa graniczna) i dopiero stąd – do otwartego powietrza. Wiatr, powodując wymianę powietrza, usuwa parę wodną z warstwy granicznej i przyspiesza parowanie.